# Elizabeth Honey

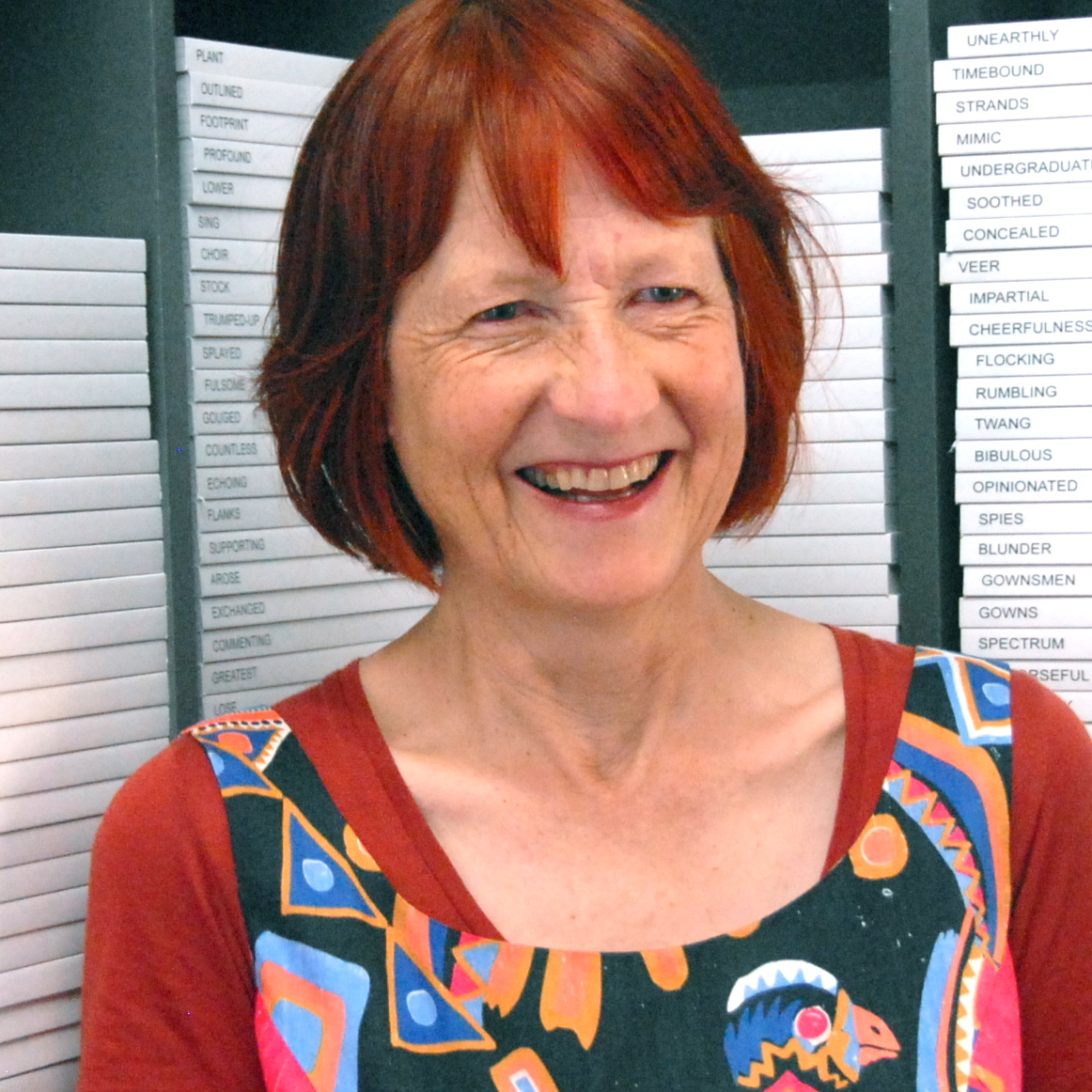
Elizabeth Honey in 2013

Elizabeth Honey (Wonthaggi, 1947) is een Australisch schrijfster en illustrator.
Honey schreef reeds een vijftiental kinderboeken, waaronder prentenboeken en een gedichtenbundel. In Nederland en Vlaanderen is ze vooral bekend door haar boeken over de kinderen uit de Steenstraat. 